# Bola Tinubu
Bola Ahmed Adekunle Tinubu (Lagos, 29 marzo 1952) è un politico nigeriano, Presidente della Nigeria dal 29 maggio 2023.
Esponente di All Progressives Congress, è di fede musulmana. È stato accusato di arricchimento illecito durante il suo lungo mandato come governatore dello Stato di Lagos e nel corso della sua carriera imprenditoriale. Nel 1993, quando soggiornava negli Stati Uniti, fu indagato dalle autorità federali statunitensi per il suo reddito eccessivo, legato in parte al traffico di eroina. Le indagini rivelarono che Tinubu aveva fatto da portaborse a due spacciatori di Chicago all’inizio degli anni Novanta. Inoltre si è ipotizzato che non è vero che ha frequentato l'Universita di Chicago nel 1978, ma una sua foto è stata aggiunta da un hacker corrotto da lui, fra le foto degli studenti che hanno frequentato veramente l'Università. Però le indagini su se sia andato veramente all'Università di Chicago, sollevate nel 2022, sono ancora aperte.
Nel maggio 2023 è stato eletto Presidente della Nigeria con 8,8 milioni di voti, superando Atiku Abubakar del Partito Democratico del Popolo (6,9 milioni di voti) e Peter Obi del Partito Laburista (6,1 milioni di voti). Il rispetto della correttezza procedurale della tornata elettorale, tuttavia, è stato messo in dubbio dai principali partiti d’opposizione, i quali hanno denunciato brogli «massicci» e invocato l’annullamento del voto.